# Rafael Aguilar Talamantes
Rafael Aguilar Talamantes (Santa Rosalía, 24 oktober 1939 – Mexico-Stad, 17 juli 2016) was een Mexicaans politicus.
Aguilar Talamantes was afkomstig uit Zuid-Neder-Californië. Hij studeerde recht en economie aan de Nationale Autonome Universiteit van Mexico (UNAM) en de Michoacaanse Universiteit van San Nicolás de Hidalgo (UMSNH) maar maakte zijn studies niet af. Aguilar Talamantes sloot zich aan bij de Mexicaanse Communistische Partij (PCM), werd leider van de jeugdbeweging van die partij en maakte ook deel uit van het Kiesfront van het Volk (FEP), de electorale tak van de communistische partij. In 1965 werd hij in Morelia gearresteerd en tot een gevangenisstraf veroordeeld wegens vernieling van staatseigendom, maar in feite was hij een politiek gevangene. In 1970 werd hij vrijgelaten door Carlos Gálvez Betancourt, gouverneur van Michoacán die niet onsympathiek tegenover hem stond.
Aguilar Talamantes vond dat hij in de gevangenis te weinig steun had gekregen van de communisten, en zegde zijn lidmaatschap van de PCM op. Gálvez Betancourt stelde aan president Luis Echeverría voor Aguilar Talamantes een nieuwe partij te laten oprichten, om zo de oppositie te kanaliseren en stemmen weg te houden bij de Mexicaanse Arbeiderspartij (PMT) van Heberto Castillo, de eerste serieuze linkse oppositiepartij. Aguilar Talamantes richtte de Socialistische Arbeiderspartij (PST) op, die werd erkend in 1978. Aguilar Talamantes werd ideoloog en voorzitter van de partij, die een ideologie van 'mexicanistisch socialisme' voorstond waarmee het Mexico naar een hoger niveau wilde verheffen. In 1979 werd hij voor de PST in de Kamer van Afgevaardigden gekozen.
Aguilar Talamantes bestuurde zijn partij met ijzeren vuist, dissidente meningen werden niet toegestaan. Toen hij in 1987 de naam van de partij hernoemde tot Partij van het Cardenistisch Front van Nationale Wederopbouw (PFCRN) liet hij degenen die tegen hadden gestemd uit de partij zetten. De PFCRN had dan ook meer weg van een politieke sekte dan van een partij. Door zijn aanhangers werd hij geadoreerd, terwijl hij door de rest van de Mexicanen nauwelijks serieus werd genomen.
Bij de verkiezingen van 1988 maakte de PFRCN deel uit van het Nationaal Democratisch Front (FDN) dat de presidentskandidatuur van Cuauhtémoc Cárdenas steunde. Kort na de verkiezingen brak de PFCRN echter met Cárdenas. Hoewel de verkiezingen door de regerende Institutioneel Revolutionaire Partij (PRI) gestolen waren en het FDN de uitslag weigerde te erkennen accepteerde Aguilar de verkiezingsuitslag. Zelf werd hij opnieuw in de Kamer van Afgevaardigden gekozen. Na 1988 ging het bergafwaarts met Aguilars partij. Bij de presidentsverkiezingen van 1994 was Aguilar Talamantes zelf presidentskandidaat. Hij was nu weinig meer dan een politieke schertsfiguur en behaalde 0,84% van de stemmen terwijl de PFCRN haar erkenning verloor. In 1996 werd de partij heropgericht als de Cardenistische Partij (PC), die een jaar later definitief verdween.
Aguilar is korte tijd geassocieerd geweest met de Partij van de Democratische Revolutie (PRD), maar is daar na onenigheid weggegaan. De laatste jaren van zijn leven heeft hij meerdere keren zonder proces geprobeerd nieuwe partijtjes op te richten, maar slaagde er niet in deze door het Federaal Electoraal Instituut (IFE) erkend te krijgen, en heeft hij geprobeerd de ideeën van Kim Il-sung in Mexico te promoten.